# Schizoporella erratoidea
Schizoporella erratoidea är en mossdjursart som beskrevs av Liu 200. Schizoporella erratoidea ingår i släktet Schizoporella och familjen Schizoporellidae. Inga underarter finns listade i Catalogue of Life.